# Liste der Fluggesellschaften in Singapur

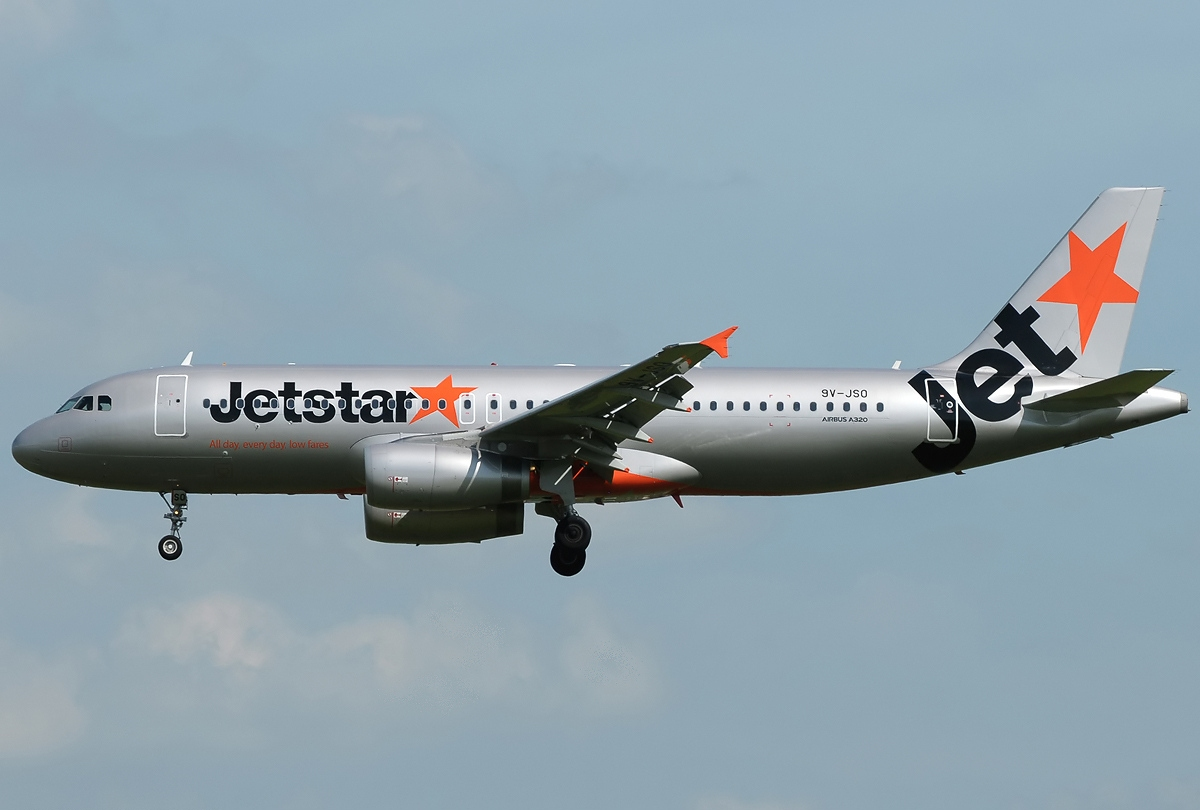
Jetstar Asia Airways

Dies ist eine Liste der Fluggesellschaften in Singapur.

## Aktuelle Fluggesellschaften
- Airmark Aviation Singapore (seit 1994)
- Asia Aviation
- Genting Singapore Aviation (seit 2011)
- Jetstar Asia Airways (seit 2004)
- MyJet Asia
- Ojets (seit 2018)
- Orient Global Aviation (seit 2007)
- Pacific Flight Services (seit 1991)
- Scoot (seit 2011)
- SilkAir (seit 1992)
- Singapore Airlines (seit 1972)
- Swift AirCargo (seit 2011)

## Ehemalige Fluggesellschaften
- AirAsia Singapore (2013)
- Air Glona (2006–2007)
- Air Taxi (1966–1968)
- Air Tenggara (1981)
- Jett8 Airlines (2007–2011)
- Regionair  (1988–2004)
- Saber Air (1966–1973)
- Scoot Tigerair (2017)

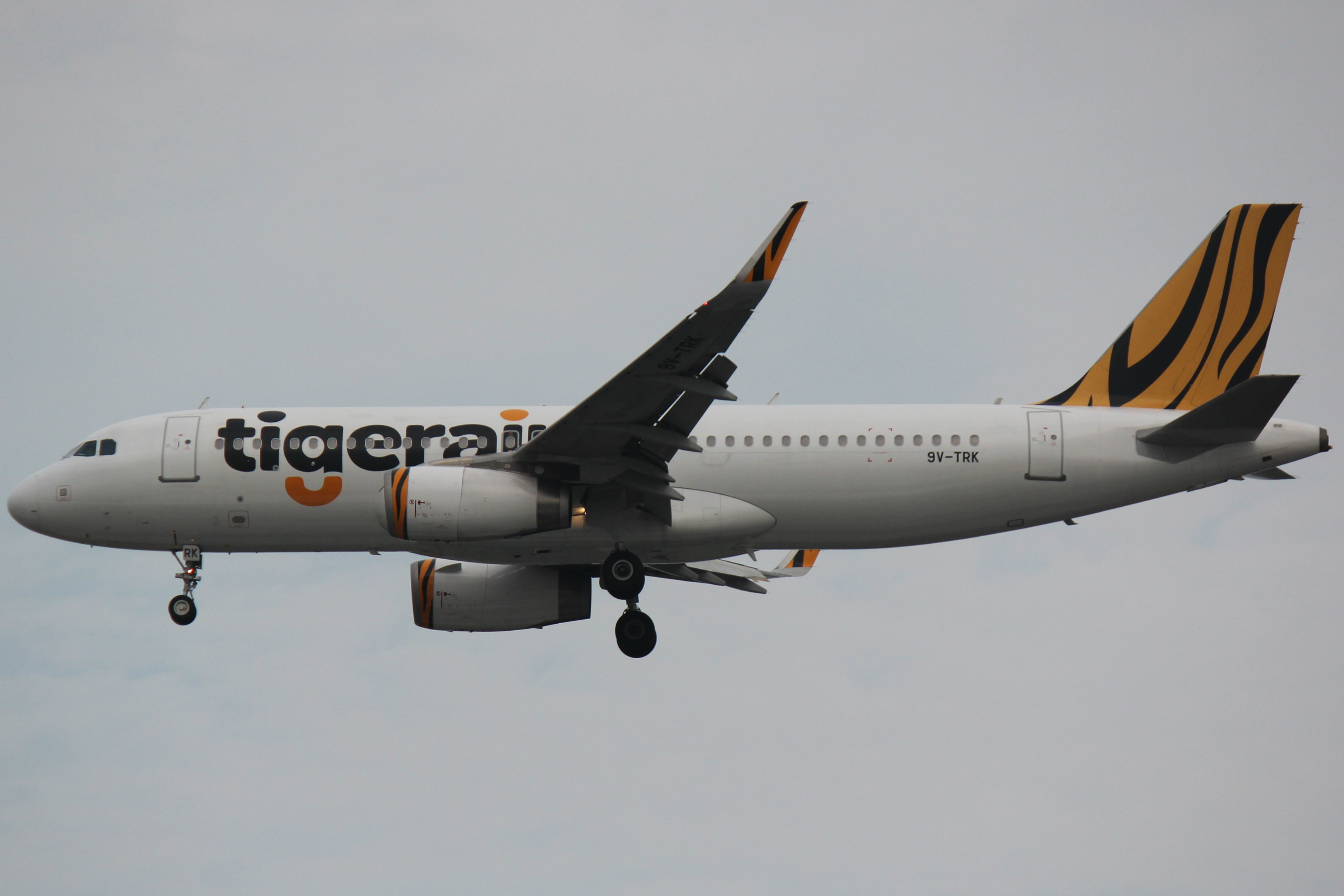
Tiger Airways

- Singapore Airlines Cargo (1992–2018)
- Tigerair (2013–2017)
- Tiger Airways (2004–2013)
- Tradewinds Airlines (1975–1992)
- ValuAir (2003–2014)
- Zetta Jet (2015–2017)